# Phalacrocorax harrisi
Phalacrocorax harrisi là một loài chim trong họ Phalacrocoracidae.